# Bureau du Roi
Le secrétaire à cylindre de Louis XV, plus connu sous le nom de bureau du Roi, est un bureau cylindre richement ornementé fabriqué pour Louis XV dans les années 1760. Commencé par  Oeben et achevé par Riesener, tous deux ébénistes du Roi, ce bureau est une des plus célèbres réalisations de l'histoire du mobilier français. Il se trouve dans le cabinet intérieur, une des pièces du Petit appartement du Roi au château de Versailles.

## Historique

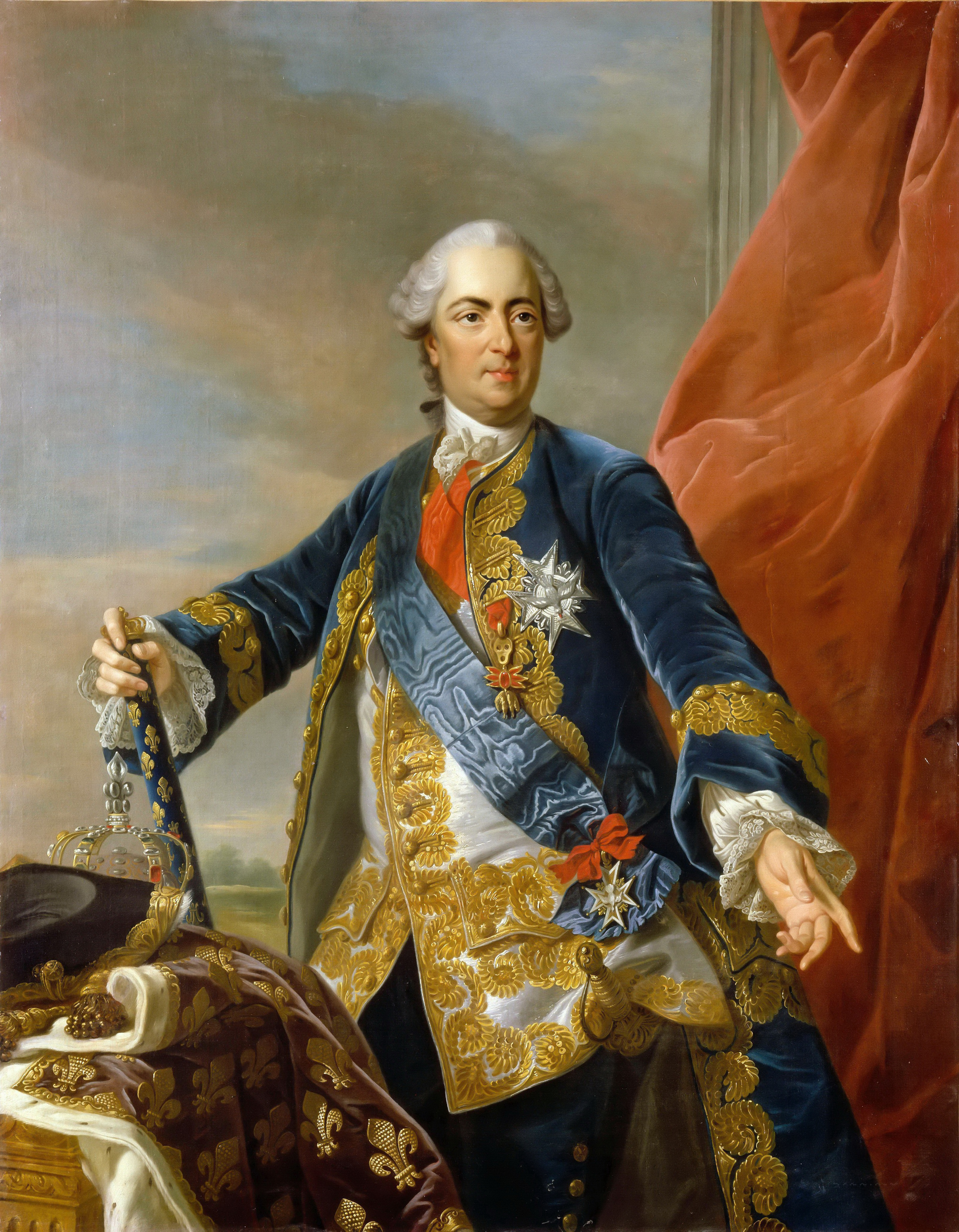
(vers 1765).

Sa fabrication a probablement débuté en 1760, quand son annonce en fut formellement faite.
Son premier concepteur fut Jean-François Oeben (1721-1763), maitre-ébéniste à l'arsenal royal. La première étape fut la réalisation d'un modèle réduit en cire à l'échelle d'1/9 extrêmement détaillé, sur lequel avaient été reproduits à la peinture la marqueterie et les bronzes. Cette maquette avait permis de réaliser plusieurs dessins en perspective montrant le bureau sous toutes ses faces. Une fois le projet adopté, une maquette grandeur nature en bois fut construite sur laquelle fut peinte à l'aquarelle le décor de marqueterie envisagé.
Le bureau ne fut terminé que neuf ans plus tard par Jean-Henri Riesener (1734-1806), l'un des ouvriers de Oeben, qui lui succéda comme maitre-ébéniste à la mort de ce dernier et qui épousa même sa veuve. Lorsque Riesener en reprit la fabrication, le bâti du bureau est déjà assemblé, les plâtres des bronzes sculptés et les plans du complexe mécanisme d'ouverture dessinés. Aidé de Wymant Stylen, Riesener va en réaliser toute la marqueterie et on trouve sa signature dans un des cartouches postérieurs du meuble, « Riesener H. 1769 à l'arsenal de Paris ».
C'est en mai 1769 au château de Versailles que le bureau fut présenté au souverain  et installé dans le nouveau cabinet du Roi.
La confidentialité que permettait ce type de secrétaire à abattant convenait bien au lieu. Louis XV recevait rarement ses secrétaires d'État dans ce cabinet et de manière générale les consultait peu.
Derrière le cabinet du Roi, pièce pour laquelle le secrétaire à cylindre avait été fabriqué, se trouve une pièce dite « cabinet des Dépêches » où Louis XV collectait les informations de son réseau d'espions et d'informateurs, le « secret du Roi », sa principale source pour définir la politique étrangère du pays.
Sous la Révolution, le meuble est transporté  aux Tuileries où il sera ensuite utilisé par le Corps législatif, puis il est transféré au cabinet du Secrétaire de Napoléon. On le retrouve dans le salon des Aides de camp du duc d'Orléans, fils de Louis-Philippe.
L'impératrice Eugénie l'utilise dans son cabinet de travail du château de Saint-Cloud. En 1870, le bureau est transféré au musée du Louvre à Paris. Il est enfin retourné en 1957 au musée national du château de Versailles où il se trouve depuis.
En 2019-2020, à l'occasion de la restauration du Cabinet intérieur du Roi, il fait l'objet d'une restauration de sa marqueterie, du vernis, après un démontage et un nettoyage de ses bronzes.

## Caractéristiques

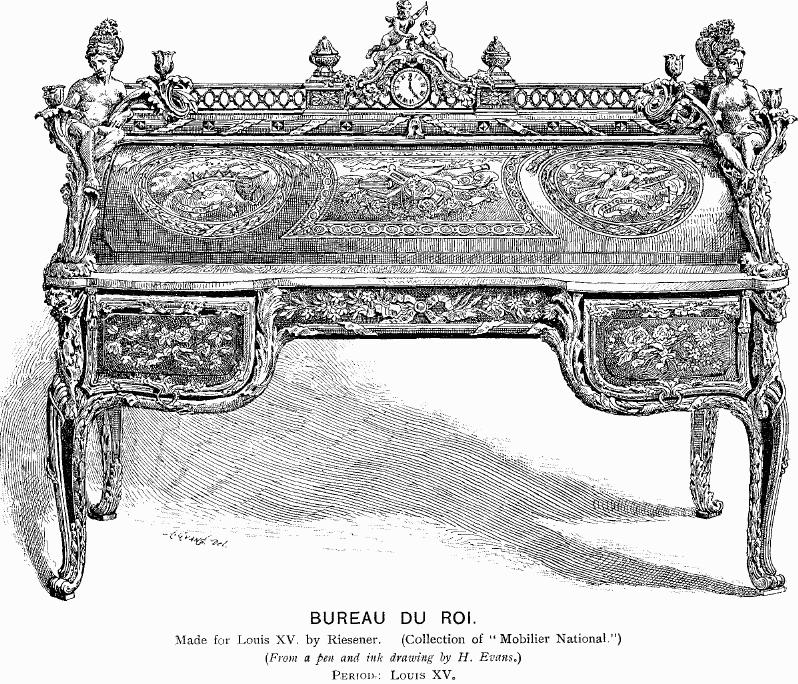
Illustration du bureau du Roi de 1893.

Haut de 1,47 mètre pour une largeur de 1,92 mètre et une profondeur de 1,05 mètre, le bureau est couvert d'une marqueterie complexe réalisée en différentes variétés de bois (sycomore, violette et acajou) et il est orné de multiples pièces ciselées en bronze, œuvres fondues et ciselées par Hervieux sur des modèles de Jean-Claude Duplessis,.
Sa fabrication a mobilisé quatorze corps de métier : ébéniste, bronzier, ciseleur, doreur, horloger, etc.
La rotation d'un quart de tour de la clé, déverrouille l'abattant et l'ensemble des tiroirs. Les domestiques au service du Roi rechargeaient en encre et en papier le secrétaire par deux petites trappes dissimulées sur chaque côté du meuble donc sans obligation que le bureau soit ouvert et l'abattant relevé.
Outre les quatre tiroirs disposés par paire de chaque côté du bureau, l'ouverture de l'abattant permet d'accéder à 6 petits tiroirs disposés en deux colonnes latérales. Le centre de la table de travail est mobile, pouvant se relever pour être disposé à la manière d'un pupitre ou basculer vers l'avant permettant d'accéder à un espace de rangement avec au fond de celui-ci trois tiroirs supplémentaires.
Le bureau est surmonté d'un plateau marqueté, entouré d'une petite balustrade en amarante avec au centre une horloge à double face, œuvre de Lépine.

### État d'origine
Le bureau tel qu'il existe aujourd'hui n'est pas exactement celui de sa version d'origine. On ne connait celle-ci qu'au travers d'une description d'un inventaire de 1776, reprenant celle d'un autre inventaire probablement établi en 1771 :

« No 2541 - Un secrétaire de divers bois des Indes, à placages, à cylindre qui ferme en abattant, tous les tiroirs. Le dessus, en platte forme orné d'une balustrade à oves de bois d'amaranthe et filets blancs et noirs ; dans le milieu de l'entablement sont les attributs de l'Écriture, à droite et à gauche, deux bouquets de fleurs. Sur le cylindre sont trois cartouches dans celui du milieu sont les attributs de la Royauté ; à gauche ceux de la Poesie dramatique avec la légende : Brevi complector singula cantu — Pastorum carmina ludo [phrases extraites de l'« Iconologie » de Cesare Ripa, signifiant : « D'un chant bref, j'embrasse chaque chose une par une - Je joue les chansons des bergers »]. Au-dessus du cylindre sont quatre tiroirs, dont deux de chaque côté sur le devant desquels est un bouquet de fleurs. Le derrière dudit secrétaire est orné de deux cartouches : dans celui à droite sont les attributs de l'Astronomie, et dans celui de gauche ceux des Mathématiques, avec un bouquet de fleurs au-dessous de chaque cartouche. Dans celui du côté gauche, les attributs de la Marine, et dans celui du côté droit sont les attributs de la Guerre ; au-dessous de chacun desquels est le chiffre du Roy orné à gauche de coquilles, coraux et perles et, à droite, de bleds, raisins et autres fruits.
Le dedans dudit secrétaire est aussy en marqueterie de divers bois des Indes. La table est couverte dans le milieu de velours vert avec une tresse d'or ; ledit milieu en bascule formant pupitre avec une case garnie de trois tiroirs de bois de roze ; et de chaque côté du pupitre est un ornement dans le goût arabesque. Le dedans du devant a trois compartiments, séparés par quatre gaines de bronze sur lesquelles sont des têtes d'enfants ; celui du milieu est un serre-papier de trois tablettes à coulisses de bois de roze, à chaque côté duquel il y a trois tiroirs, dont un à droite et l'autre à gauche garnis chacun d'un ecritoire de bois de cèdre avec encrier, poudrier et boëte à éponge d'argent numérotés 424, lesquels deux tiroirs, par le moyen d'un loqueteau à ressort, s'ouvrent par les flancs en dehors du secrétaire pour nettoyer les écritoires. Le devant des six tiroirs et les flancs en dedans ornés de mosaïques de bois d'amaranthe et rosettes jaunes sur fond satiné.
Ledit secrétaire orné de quatre vazes aux quatre coins de la balustrade, d'une pendule entre deux cassolettes faite par Lépine, à cadran d'émail, marquant par devant et par derrière les heures, minuttes et secondes allant... [sic]...  jours, et terminés par un groupe d'enfants représentant les Arts et les Vertus cardinales portant le medaillon de Louis XV. Sur les cintres du cylindre, deux figures représentants, celle à gauche Apollon, avec sa lyre, celle à droite de Calliope avec les trois livres d'Homere, portant chacune deux tiges et deux branches servants de girandoles.
Le secrétaire, porté sur quatre pieds ornés de peaux et mufles de lion, ayant 5 pieds 1/2 de long sur 3 pieds de profondeur et 46 pouces de haut, compris la balustrade. »

### Modifications
Plusieurs interventions sur le secrétaire faites par Riesener sous le règne de Louis XVI sont notées (1776, 1777, 1785) avec des réparations du mécanisme ou la restauration des marqueteries. En 1794, après l'avènement de la Première République et l'exécution du Roi, il lui fut demandé de supprimer du meuble ce qui rappelait la Royauté. Il enleva ainsi le médaillon à l'effigie du Roi que tenaient deux angelots décorant le dessus de la pendule, les L entrelacés sur chaque côté du meuble furent remplacés par des plaques de porcelaine de Sèvres imitant le Wedgwood et le portrait de Louis XV sur la clé du bureau fut supprimé.
Les figures de bronze actuelles ne correspondent pas du tout à la description faite dans l'inventaire de 1776, aucune documentation de leur changement n'existe et curieusement aucun point de fixation des bronzes décrits n'est visible, ce qui laisse subsister un doute sur l'existence à l'origine des bronzes décrits. Doute qui existe également sur les « bois des Indes » employés. Daniel Meyer, dans son livre  Mobilier de Versailles du XVIIe et XVIIIe siècles, pose la question de leur emploi par Riesener, se demandant même si ce dernier n'a pas volontairement substitué l'emploi de bois locaux au bois des Indes annoncé, trompant ainsi le Garde-Meuble de la Couronne et gonflant artificiellement le prix. Le meuble a été vendu à l'époque 62 985 livres.
L'horloger Jean André Lepaute remplaça le nom de Lépine par le sien sur la pendule.
Le mécanisme d'ouverture fut lui hors d'usage dès le XIXe siècle et le restera.

## Bureaux similaires
Différents bureaux ressemblant au secrétaire de Louis XV furent commandés à l'atelier d'Oeben devenu celui de Riesener et ce quelquefois avant même l'achèvement du modèle original. Le plus ressemblant est sans doute celui qui se trouve aujourd'hui à la Wallace Collection de Londres. Il fut achevé par Riesener la même année, 1769, que le bureau destiné à Louis XV. De dimensions et d'aspect très proches, à l'exception de la pendule et des candélabres absents, il présente aussi des marqueteries et des bronzes très similaires. Les lettres dessinées SR, présentes sur ce bureau peuvent signifier Stanilas Rex (Stanislas Roi), laissant  penser que ce meuble était initialement destiné à l'ancien roi de Pologne Stanislas Leszczynski, beau-père de Louis XV, qui l'avait fait duc de Lorraine mais qui, mort en 1766, trois ans avant l'achèvement du bureau, n'aurait pu en prendre possession.

## Galerie de photos

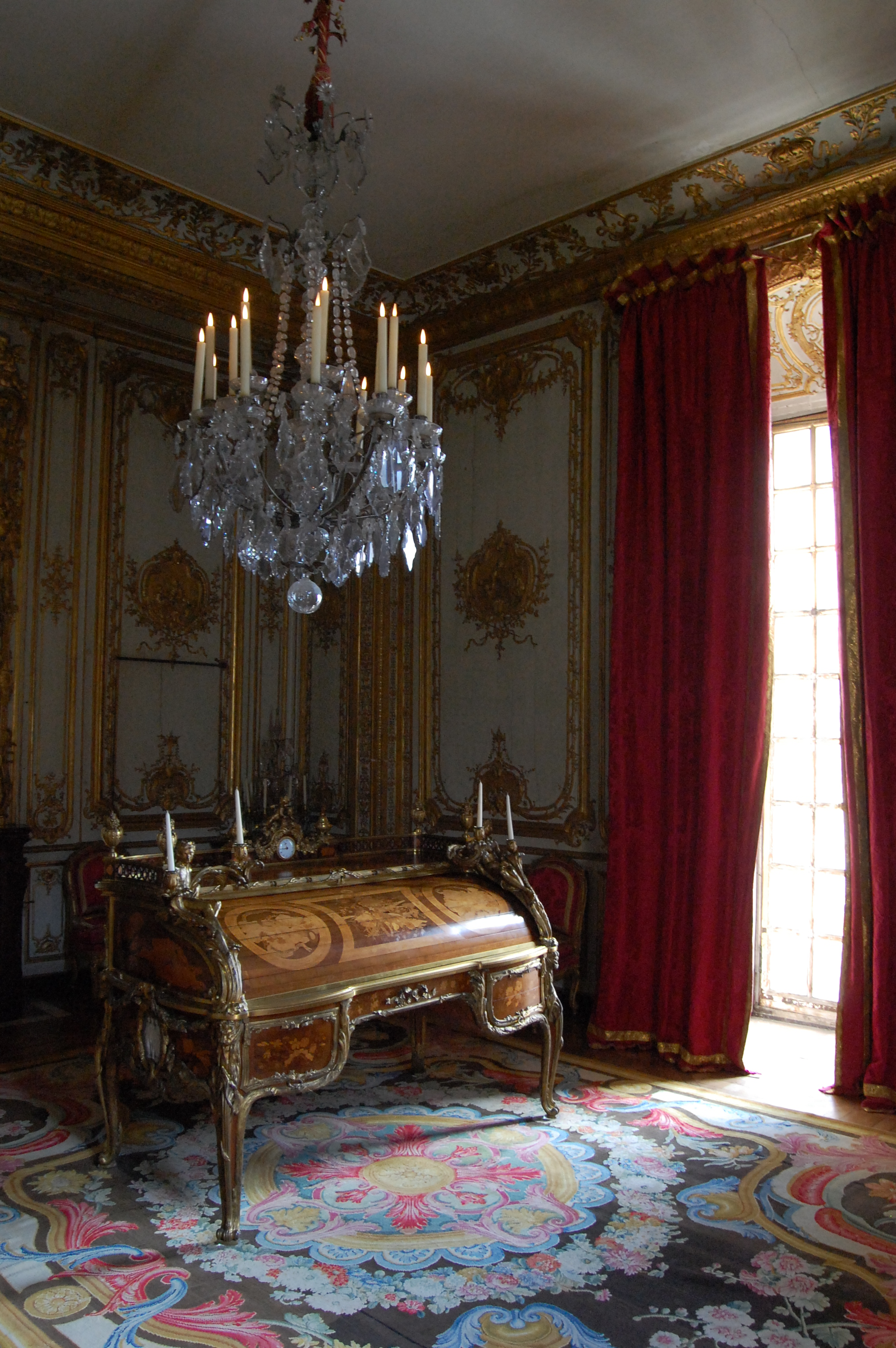
Le bureau dans le Cabinet intérieur, ou Cabinet d'angle, dans le petit appartement du Roi du château.
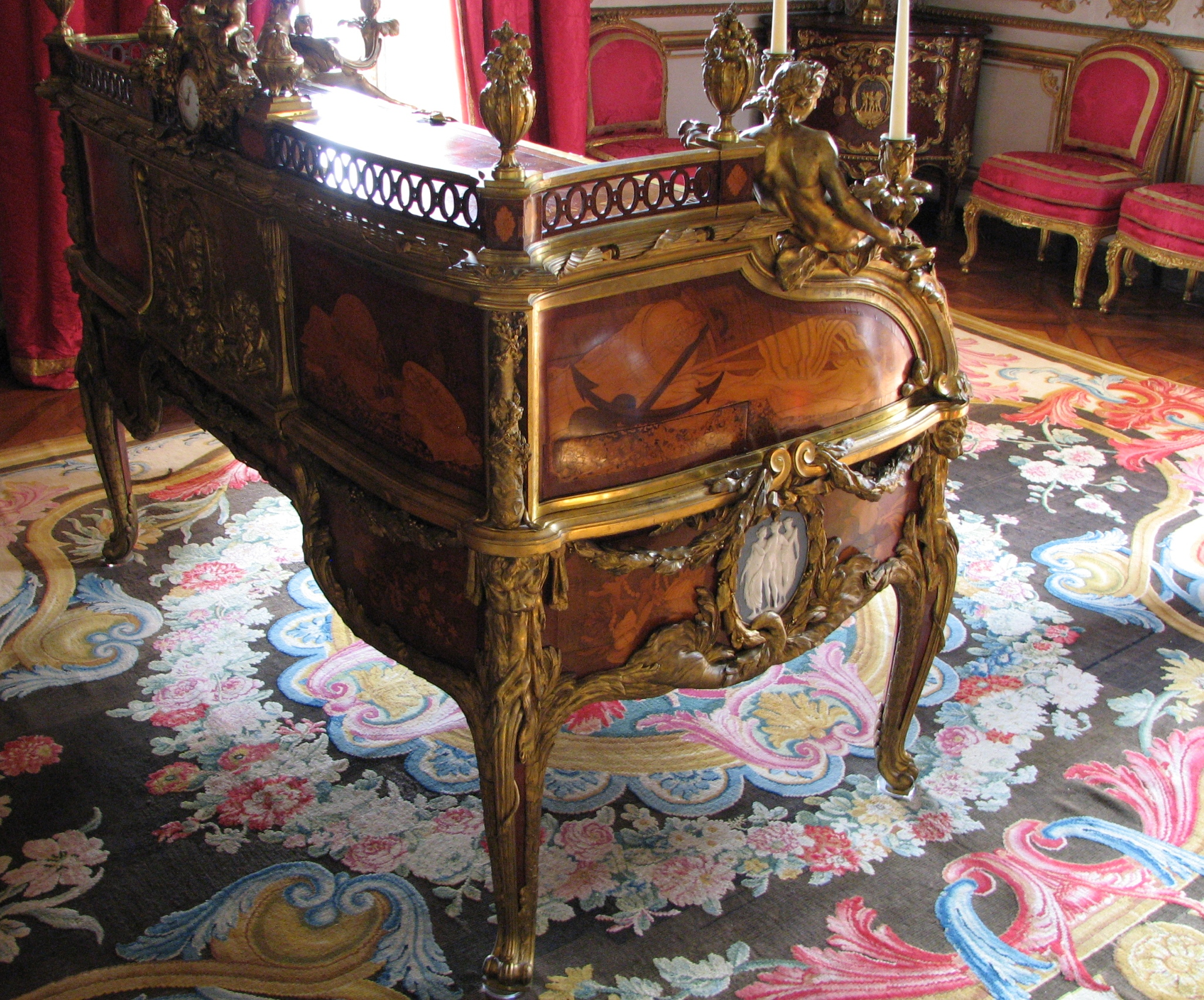
Le côté gauche avec «les attributs de la Marine, au-dessous de chacun desquels est le chiffre du Roy orné à gauche de coquilles, coraux et perles et, à droite, de bleds, raisins et autres fruits ». Le « chiffre du Roy » fut remplacé en 1794 par une plaque de porcelaine. On aperçoit sous l'ancre de marine, la trappe pour passer les recharges de papier et d'encre.
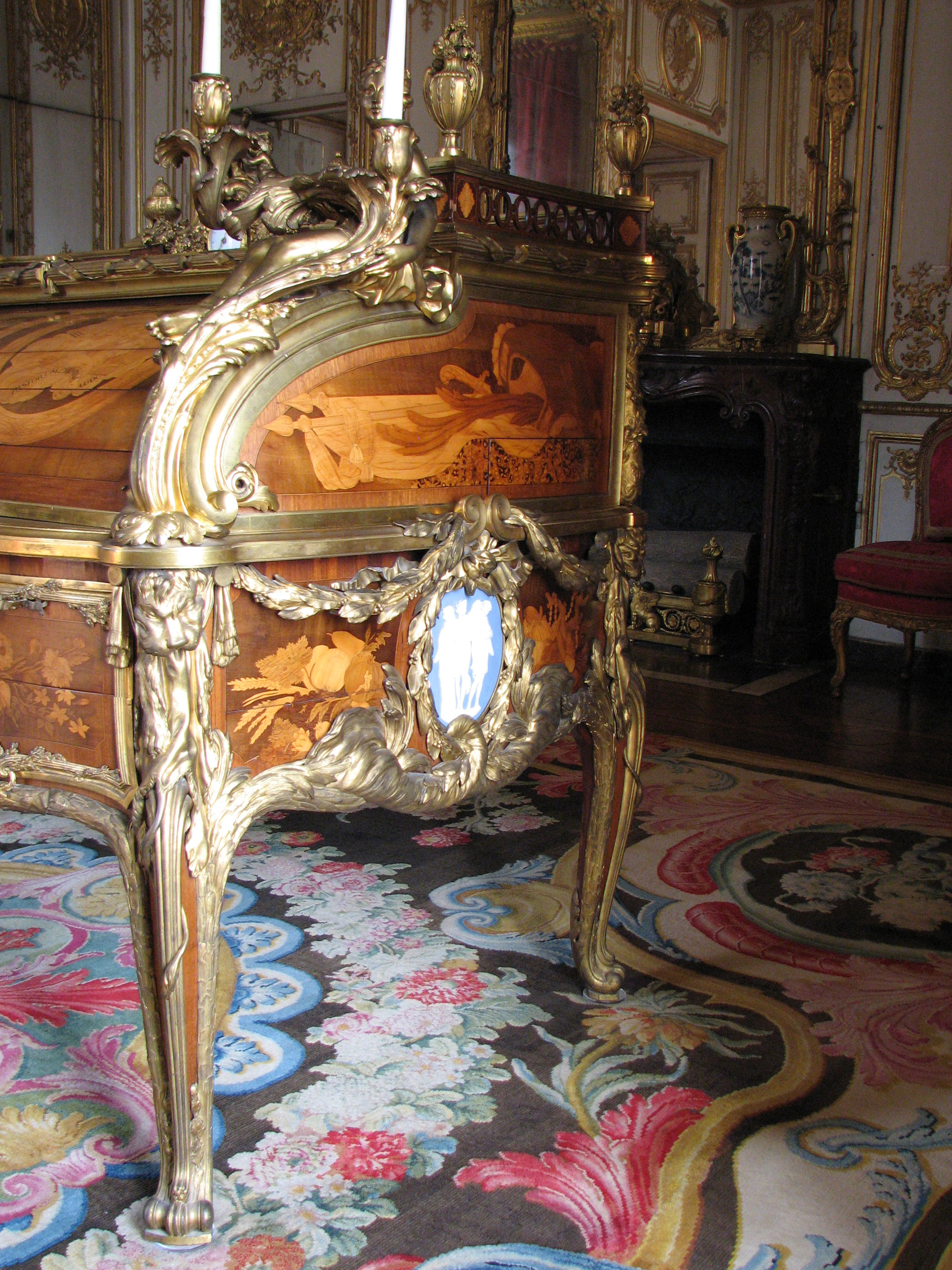
Le côté droit, avec au centre la plaque de porcelaine qui, comme sur le côté gauche, a remplacé les L royaux entrelacés. Au-dessus à gauche, on devine la petite trappe rectangulaire pour glisser les recharges d'encre et de papier.
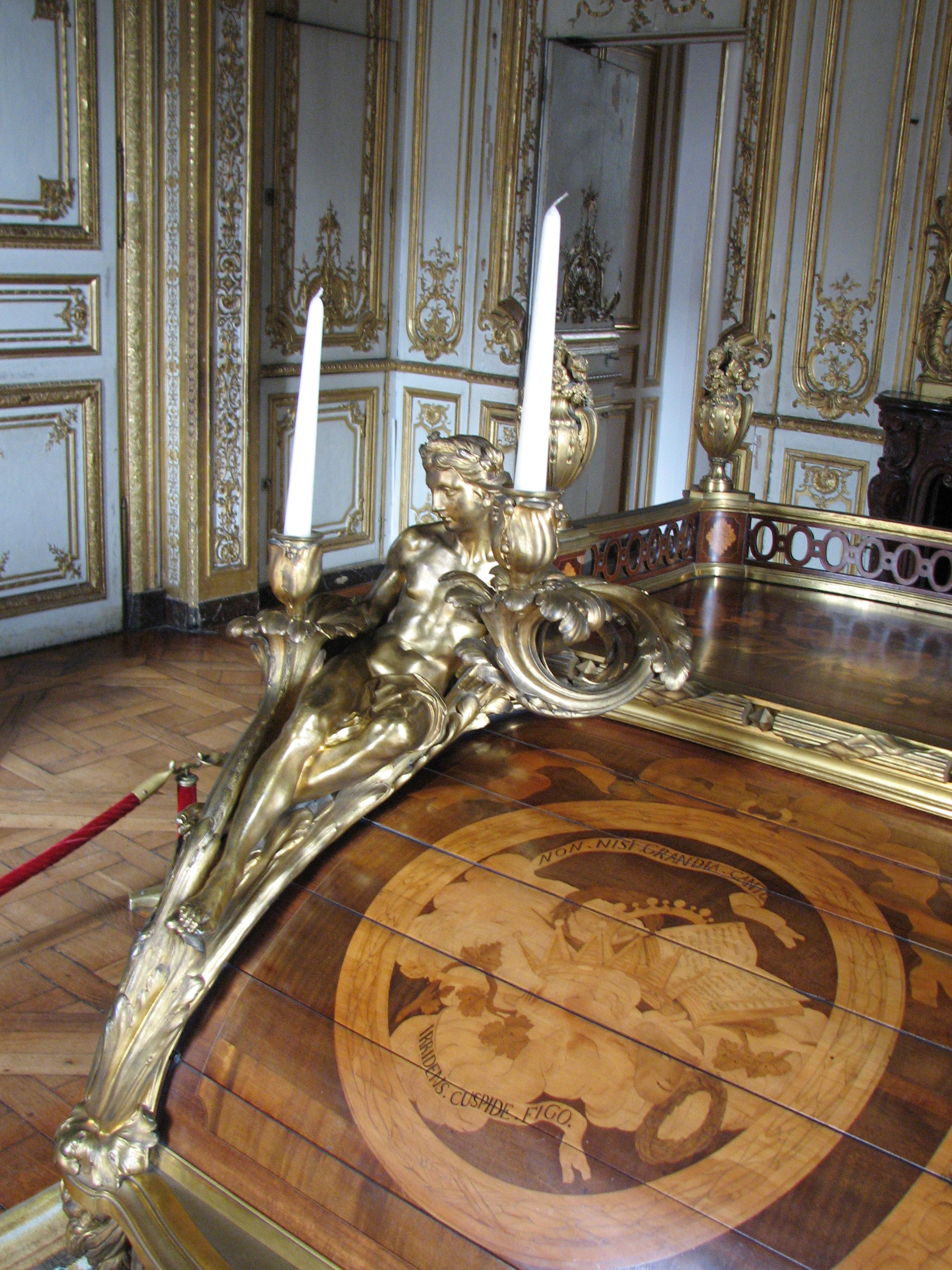
Bronze masculin et détail de la partie gauche de l'abattant avec une marqueterie illustrant la Poésie dramatique reprenant la mention latine NON NISI GRANDIA CANTO  — IRRINDENS CUSPIDE FIGO,  tirés de l'Iconologia de Cesare Ripa (« Je ne chante rien que des choses assez grandes - Moqueuse, je transperce de ma lance »).
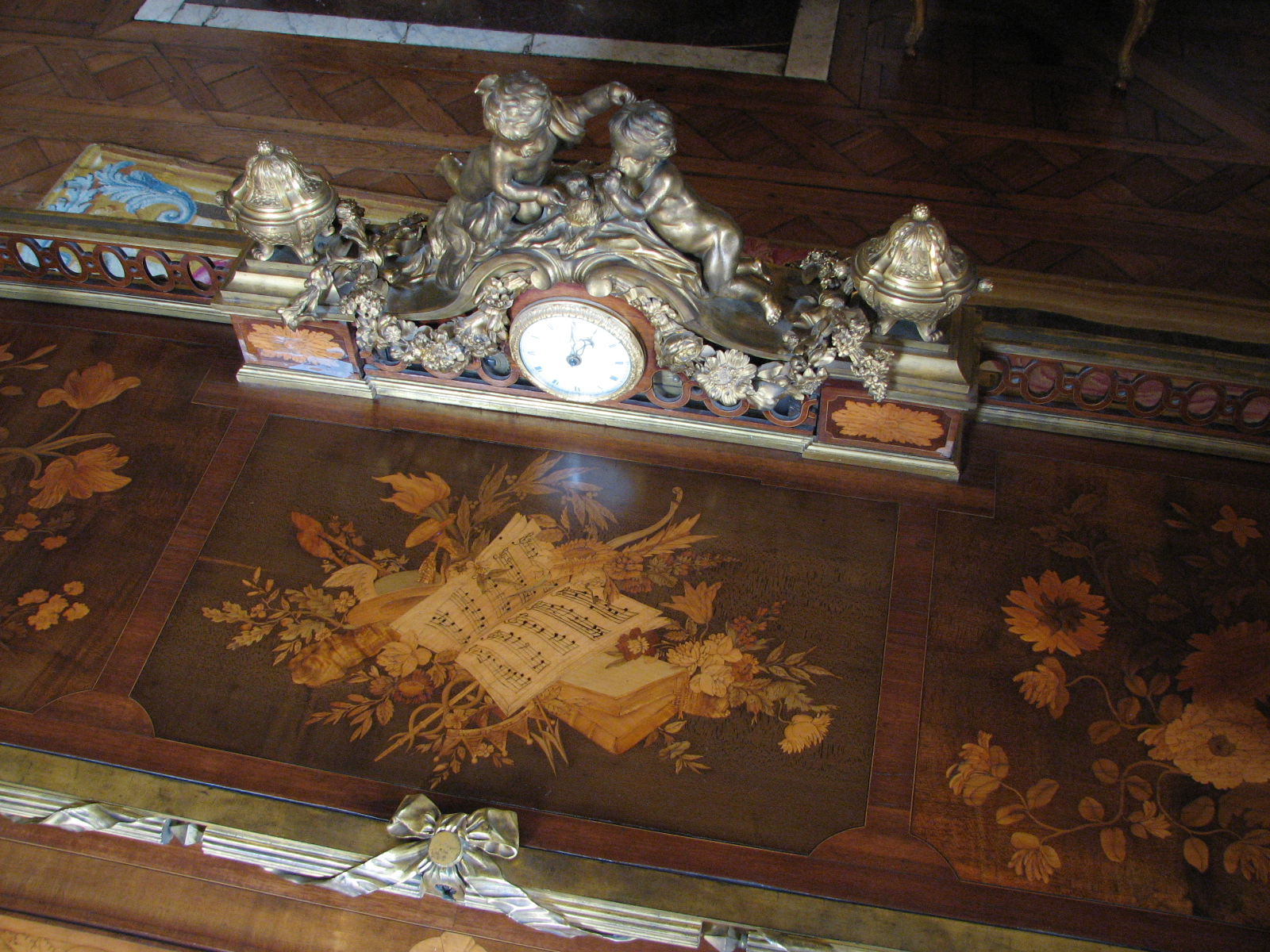
L'horloge de Lépine avec les angelots sans le médaillon royal et la marqueterie centrale du plateau supérieur.